# 栃木県道120号新鹿沼停車場線

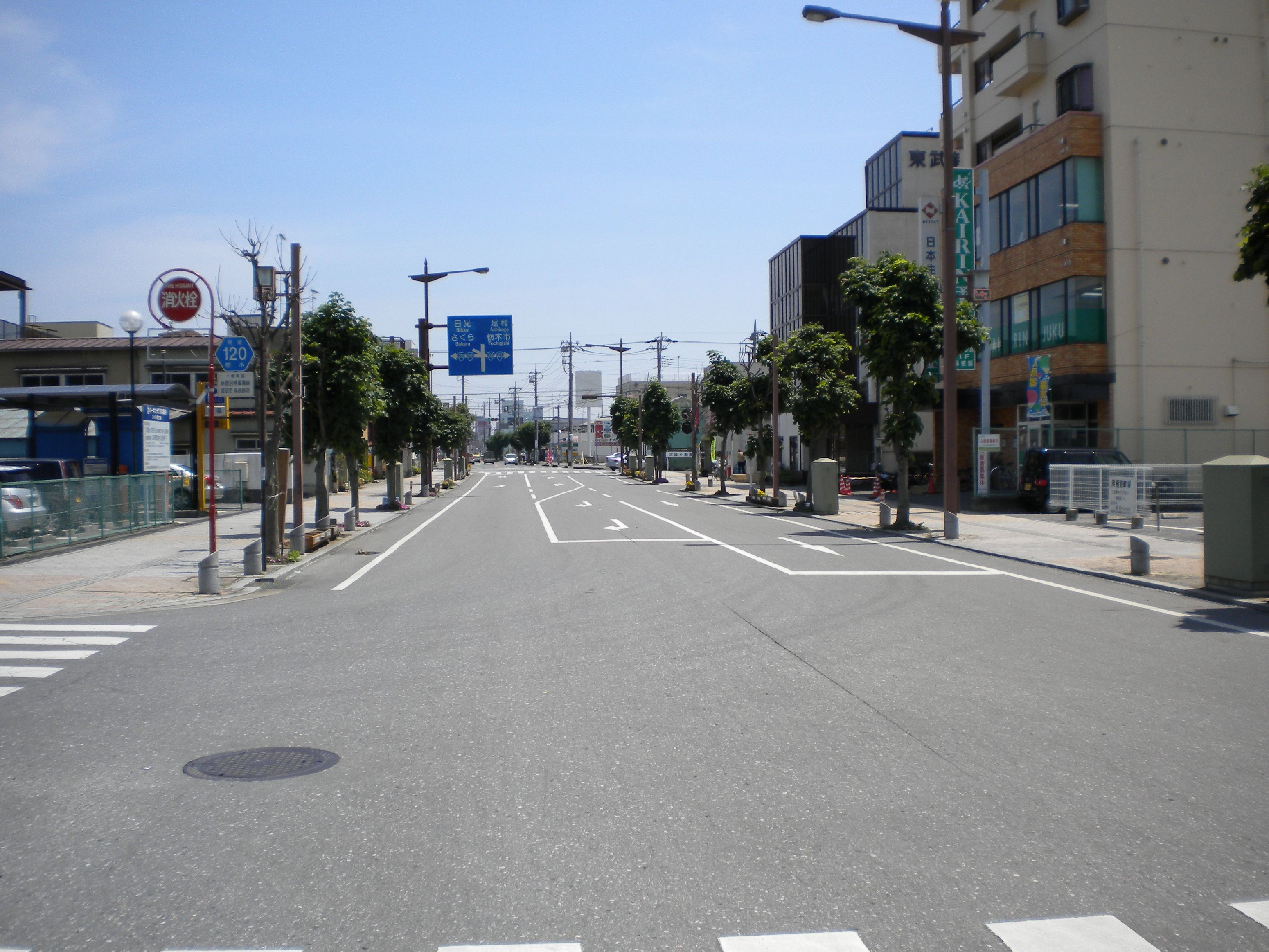
起点付近から終点方向を望む

栃木県道120号新鹿沼停車場線（とちぎけんどう120ごう しんかぬまていしゃじょうせん）は、栃木県鹿沼市に位置する一般県道である。

## 概要
鹿沼市の玄関口の一つである東武新鹿沼駅と例幣使街道を結ぶ道路である。沿線付近は鹿沼市旧市街地の南西部に当たり、住宅や商店が立ち並ぶ。新鹿沼駅周辺の整備事業により電柱・電線の地中化工事が行われている。
宇都宮市と鹿沼市を結ぶ関東自動車の路線バスは例幣使街道のみ経由するため駅前には入らないが、鹿沼市民バス（リーバス）の複数の路線が当路線に乗り入れて新鹿沼駅前を経由し、重要な住民の足となっている。

## 路線データ
- 総延長：0.123km
- 起点：栃木県鹿沼市鳥居跡町（新鹿沼停車場）
- 終点：栃木県鹿沼市鳥居跡町（新鹿沼駅前交差点＝国道293号、国道352号交点）
- 認定：1961年（昭和36年）4月1日

## 沿線施設
- 東武鉄道日光線 新鹿沼駅
- 鹿沼鳥居跡郵便局